# Герман Далматинський
Герман Далматинський  або Каринтійський (бл. 1100 - c. 1160) — середньовічний слов'янський філософ, астроном, астролог, математик, перекладач та письменник.
Герман Далматинський є найважливішим перекладачем арабських астрономічних праць у 12 столітті та популяризатором арабської культури в Європі. Вплив його перекладів на розвиток середньовічної європейської астрономії був особливо великим.

## Біографія
Він народився близько 1100 року в «центральній Істрії», тодішній частині герцогства Каринтія.
Швидше за все, він пішов до монастирської школи бенедиктинців в Істрії. Він продовжив навчання у Франції. Ймовірно, у Франції увагу Германа привертали класичні тексти, які стали доступними через арабські джерела. Це було до часу першого університету у Франції, але в Шартрі він відвідував одну з соборних шкіл, яка була попередниками університетів, а також він навчався в Парижі в 1130-х.
Одним з однокурсників Германа у Франції був Роберт Кеттон, він чотири роки подорожував по Східному Середземномор'ю. Обидва чоловіки стали перекладачами з арабської. У Константинополі та Дамаску Герман вивчав арабську науку того періоду. Близько 1138 року він повернувся до Європи і був активним вченим в Іспанії (важливій країні для перекладів з арабської мови) та південній Франції. Величезна частина його робіт залишилася анонімною.
У 1142 р. Герман опинився в Іспанії та долучився до важливого проекту перекладу ісламських текстів.
Найбільш вагомим перекладом у збірці був переклад Корану. За словами більшості джерел, Роберт Кеттон був його головним перекладачем. Однак Герман, можливо, мав певний внесок, враховуючи командний характер проекту.
Герман переклав Евкліда Елементи близько 1140 року, можливо, у співпраці з Робертом з Кетона. (Були й інші переклади дванадцятого століття).
Латинський переклад твору Клавдія Птолемея « Планісфериум» - це значна праця, яка була випущена в Тулузі в 1143 році.
Герман також переклав Канон Птолемея (Canon of Kings).
Близько 1140 р. Герман переклав на латинську мову астрономічний твір Абу Машара Кітаба аль-мадхала іла ілма Ахмека аль Нуюма (Вступ до астрономії).
Герман створив версію астрономічних таблиць Мужамада ібн Муса аль-Шварізмі.
Його оригінальним внеском у філософію став De essentiis (Про сутності). У цій праці Герман розглядає п'ять аристотелівських категорій (causa, motus, spatium, tempus, habitudo). Він почав писати цей трактат в 1143 році в Тулузі і він виконав його того ж року в Безьє. У 1982 році ця книга була перевидана в Німеччині.
Вважається, що деякі інші твори є Германськими:
- метеорологічне Liber imbrium (Книга про опади) (1140 - 1141)
- астрологічний De indagatione cordis (Про дослідження серця) (після 1140)